# Župnija Celje – Blaženi Anton Martin Slomšek
Župnija Celje – Blaženi Anton Martin Slomšek je rimskokatoliška teritorialna župnija dekanije Celje - Nova Cerkev škofije Celje.
Župnijska cerkev je Cerkev blaženega Antona Martina Slomška.

## Zgodovina
Župnija je bila ustanovljena 15. maja 2005. Upravljajo jo salezijanci.
Do 7. aprila 2006, ko je bila ustanovljena škofija Celje, je bila župnija del celjskega naddekanata škofije Maribor.
Do reorganizacije nadekanatov in dekanij Škofije Celje dne 1. septembra 2021, je bila župnija sestavni del Dekanije Celje.